# (22467) Koharumi
(22467) Koharumi (1997 BC3) – planetoida z pasa głównego asteroid okrążająca Słońce w ciągu 3,64 lat w średniej odległości 2,36 j.a. Odkryta 30 stycznia 1997 roku.